# Литаров, Владимир Евгеньевич
Владимир Евгеньевич Литаров (род. 1 января 1961, Капустин Яр, Астраханская область) — доктор медицинских наук, профессор, основатель общественной организации «Фонд защиты здоровья животных имени профессора Литарова».

## Биография
Владимир Евгеньевич родился 1 января 1961 году в поселке Капустин Яр Астраханской области в семье военнослужащего.
В 1978 году поступил на педиатрический факультет Харьковского государственного медицинского университета, который с отличием закончил в 1984 году, специализация — детская хирургия.
После окончания института работал врачом-хирургом в Украинском научно-исследовательском институте протезирования, протезостроения и восстановления трудоспособности инвалидов (Харьков).
1988 по 1991 год работал заведующим хирургического отделения в Харьковской городской больнице № 20. За этот период впервые в Украине внедрил в практику отделения амбулаторные операции, которые ранее делались только в стационарных условиях.
В это же время в круг научных интересов В. Е. Литарова вошло решение проблемы лечения ангиопатий у больных сахарным диабетом. Работая по совместительству на кафедре фармакотерапии и фармакокинетики Харьковского Фармацевтического Университета, выполнил кандидатскую диссертацию «Гипогликемическая активность сукцинаниловых и оксаминовых кислот», защищенную в 1991 году.
В 1991 В. Е. Литаров был переведен на должность заместителя главного врача Центральной районной больницы Дзержинского района города Харькова, где работал до 1992 года.
С 1992 по 1994 г. возглавлял медицинскую страховую компанию, которая была связующим звеном между больными и государственными медицинскими учреждениями, продолжал научно-исследовательскую работу.
С 1994 года перешел на работу в Украинский научно-исследовательский институт фармакотерапии эндокринных заболеваний, в котором возглавил лабораторию биологических исследований химических соединений.
Под его руководством выполнялся второй этап клинических исследований нового противодиабетического средства «Фенсукцинал».
С 1995 года В.Е Литаров работал на должности доцента кафедры фармакотерапии с фармакокинетикой в Харьковской Национальной фармацевтической академии Украины, где продолжил работу над докторской диссертацией на тему «Эффективность поиска новых гипогликемических и диуретических средств в ряду производных оксаминовых кислот».
В 1999 году для завершения диссертационной работы был направлен на очную докторантуру. В 2000 году диссертационная работа была защищена на специализированном совете Всероссийского научного центра безопасности биологически активных веществ (Купавна).
После защиты диссертации был переведен на должность профессора кафедры микробиологии, вирусологии и иммунологии, где отвечал за курсы «Паразитология», «Тропические инфекции» и «Фармацевтическая гигиена». В поле научных интересов профессора Литарова в это время входила работа с возбудителями паразитарных инвазий, изучение фармакологического действия новых синтезированных соединений, имеющих антигельминтную активность, и создание на их основе эффективных лекарственных средств.
В. Е. Литаров плодотворно совмещал преподавательскую и научную деятельность, им созданы новые рабочие программы по паразитологии, тропическим инфекциям, основам фармацевтической гигиены, изданы методические рекомендации для самостоятельной работы студентов дневного и заочного отделения, практикумы по паразитологии, фармацевтической гигиены и тропических инфекций.
В 1999 году вышел учебник «Фармакотерапия» в 2-х томах, а в 2003 году — учебное пособие «Руководство по лабораторным занятиям по микробиологии».
В 2003 году был избран на конкурсной основе на должность заведующего кафедры фармакологии и токсикологии в Харьковской государственной зооветеринарной академии.
В 2003 году подготовил учебник «Медицинская и ветеринарная паразитология» и учебные пособия: «Руководство к лабораторным занятиям по медицинской и ветеринарной паразитологии» (на русском языке эти издания опубликованы в 2004 г.) и «Основы общей и фармацевтической гигиены». В 2006 г. опубликована работа «Основы фармакотерапии больных животных» (на русском и украинском языках).
Под руководством В. Е. Литарова проводились исследования по созданию новых гомеопатических препаратов растительного происхождения, имеющих важное значение в использовании для сельскохозяйственных животных.

## Достижения
- 5 рационализаторских предложений по оказанию хирургической помощи лицам с последствиями травм опорно-двигательного аппарата на базе УкрНИИпротезирования. Разработка устройств, компенсирующих утраченные функции.
- Впервые в Украине внедрил амбулаторное проведение плановых хирургических операций, которые ранее осуществлялись только в стационаре. Это позволило существенно снизить себестоимость оказания медицинской помощи.
- Автор 5 учебников и 4 учебных пособий, которым присвоен гриф Министерства образования и науки Украины.

## Научные труды
- Соавторство в двух государственных стандартах Украины «Метод определения кеторолака в органах животных методом высокоэффективной жидкостной хроматографии», «Метод определения дилтиазема в органах животных методом высокоэффективной жидкостной хроматографии» и отраслевого стандарта "Метод определения альбендазола и его метаболитов у объектов животного происхождения.
- Кандидатская диссертация «Гипогликемическая активность сукцинаниловых и оксаминовых кислот».
- Докторская диссертация «Эффективность поиска новых гипогликемических и диуретических средств ряда производных оксаминовых кислот».
- Учебное пособие «Фармакотерапия» в двух томах — 1999 г.
- Учебник «Руководство к лабораторным занятиям по микробиологии» — 2003 г.
- Медицинская и ветеринарная паразитология: Учебник для студентов высш. учеб.заведений / Дикий И. Л., Литаров В. Е., Гейдерих О. Г., Самура Б. Б. — Х.: Изд-во НФаУ;Золотые страницы, 2004. — 436 с.
- Научная работа «Основы фармакологии больных животных» — 2006 г. на русском и украинском языке.

## Награды и звания
- Награждён «Знаком почета» Министерством аграрной политики Украины за личный вклад в подготовку специалистов, развитие аграрной науки, высший уровень профессионализма.
- 20 января 2011 присвоено ученое звание профессора фармакологии и токсикологии.